# Auguste Seysses
Auguste Seysses, nom d'usage de Félix Auguste Léonard Antoine Seisses, né à Toulouse le 23 août 1862, et mort à Château-Thierry (Aisne) le 7 juillet 1946,, est un sculpteur français.

## Biographie
Auguste Seysses fait partie du groupe des « Toulousains », formés  par Alexandre Falguière à l'École des beaux-arts de Paris.
Il débute au Salon des artistes français à partir de 1891. Il exposa également au Salon d'hiver de 1904 à 1910.
Entre 1896 et 1902, il travaille en collaboration et sous la direction d'Alphonse Mucha pour le modelage de la sculpture Femme aux lys et la Nature.
Auguste Seysses est nommé chevalier de la Légion d'honneur le 14 décembre 1900, et promu officier le 21 octobre 1932.

## Œuvres

### Œuvres dans les collections publiques
- Figeac : Monument aux morts de 1870, 1907, groupe en bronze[6].
- Paris, Grand Palais : Les Arts du dessin et Les Arts du théâtre, statues en pierre sur le pylône sud de la façade[7].
- Pinsaguel, jardin public : Monument au général Berdoulat, 1933, buste en bronze[8].
- Saint-Michel-en-Beaumont, cimetière : Auguste Davin, 1937, médaillon en bronze ornant la sépulture de l'artiste.
- Toulouse :
  - allée Frédéric-Mistral : Le Soir de la vie. Groupe en marbre primé au salon de Paris en 1907. Il ne sera installé, par le soins de l'architecte Paul Pujol, qu'en 1910 à Toulouse.
  - musée des Augustins : 
    - Jeune femme jouant avec une tortue, 1891 ;
    - Le Retour, 1898, groupe en marbre[9]
    - Ours, début XXe siècle.

### Œuvres exposées au Salon
- 1892 : Saint Saturnin.
- 1894 : Pro Libertate.
- 1896 : Le Retour, groupe en plâtre.
- 1898 : Le Retour, groupe en marbre.

Œuvres d'Auguste Seysses
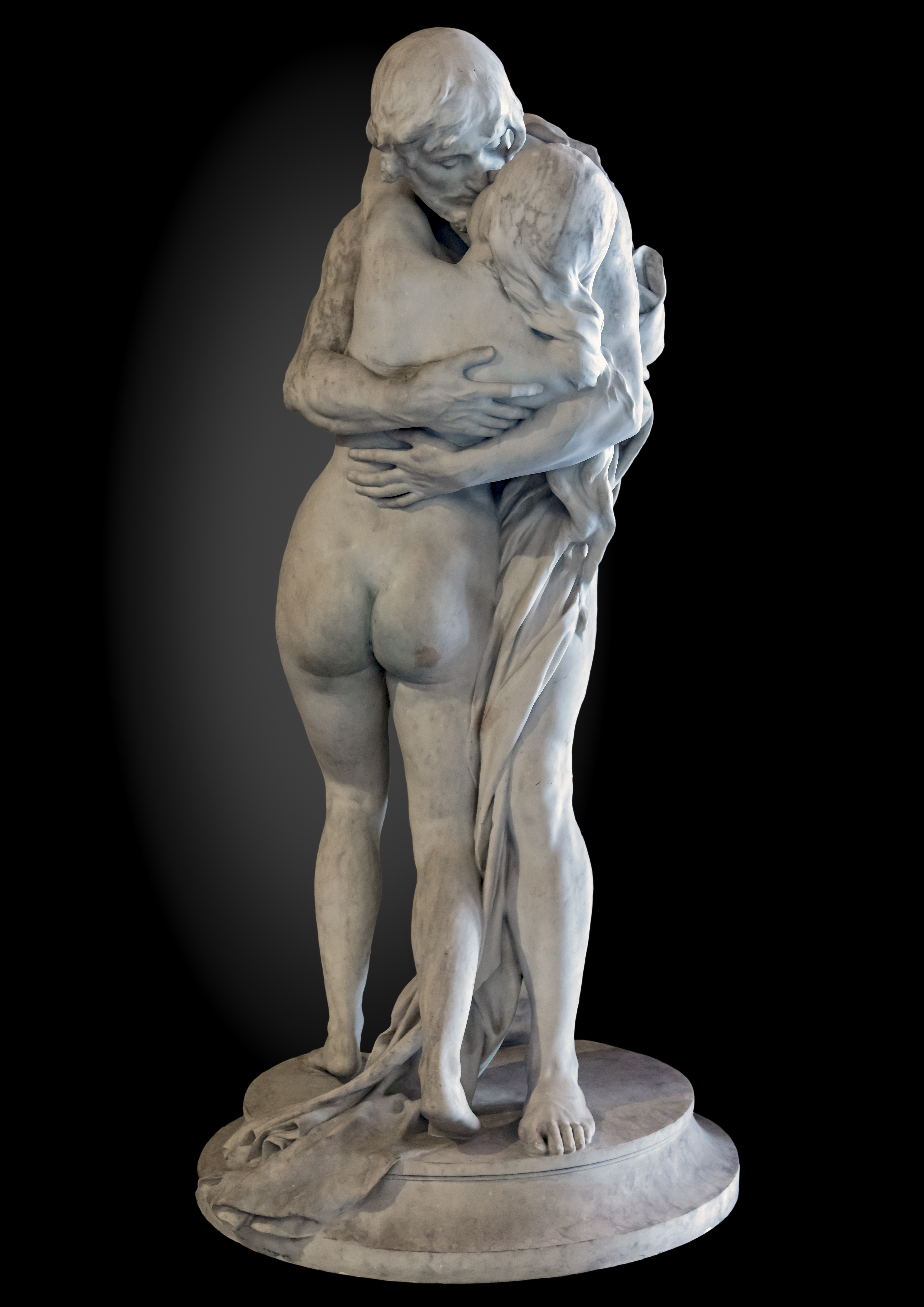
Le Retour, groupe en marbre. Musée des Augustins de Toulouse
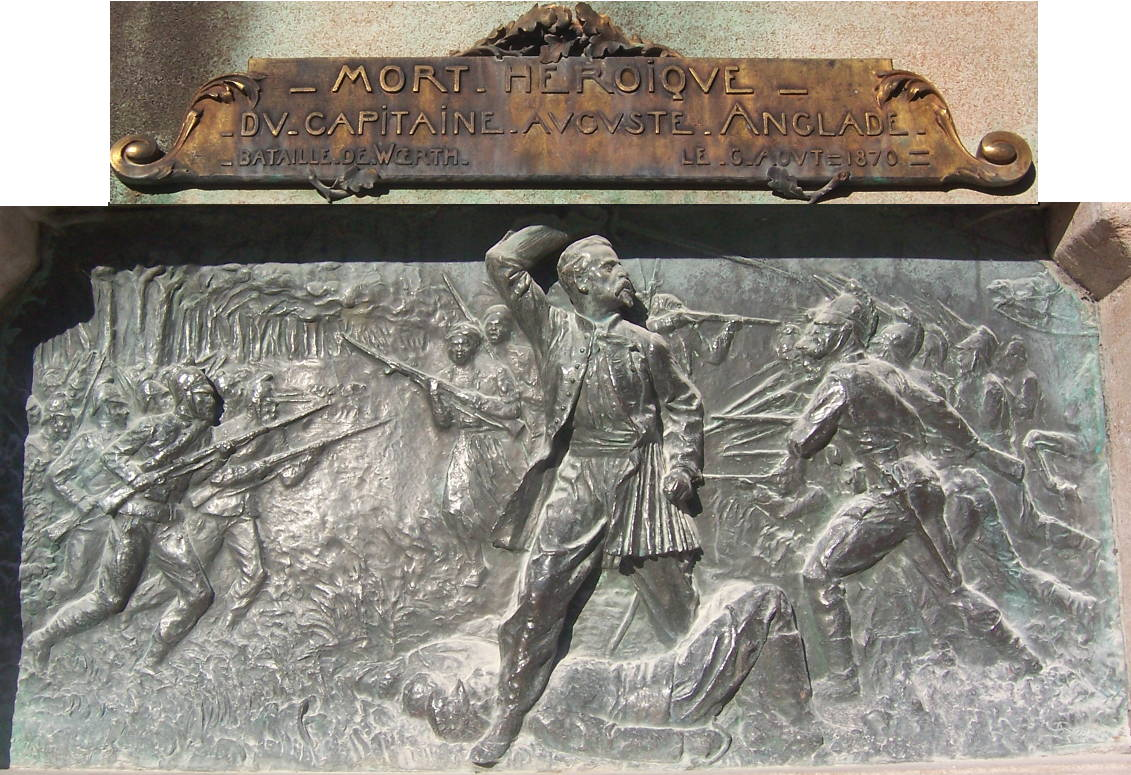
Mort héroïque du capitaine Auguste Anglade (1907), bas-relief sur le piédestal du Monument aux morts de 1870 à Figeac.
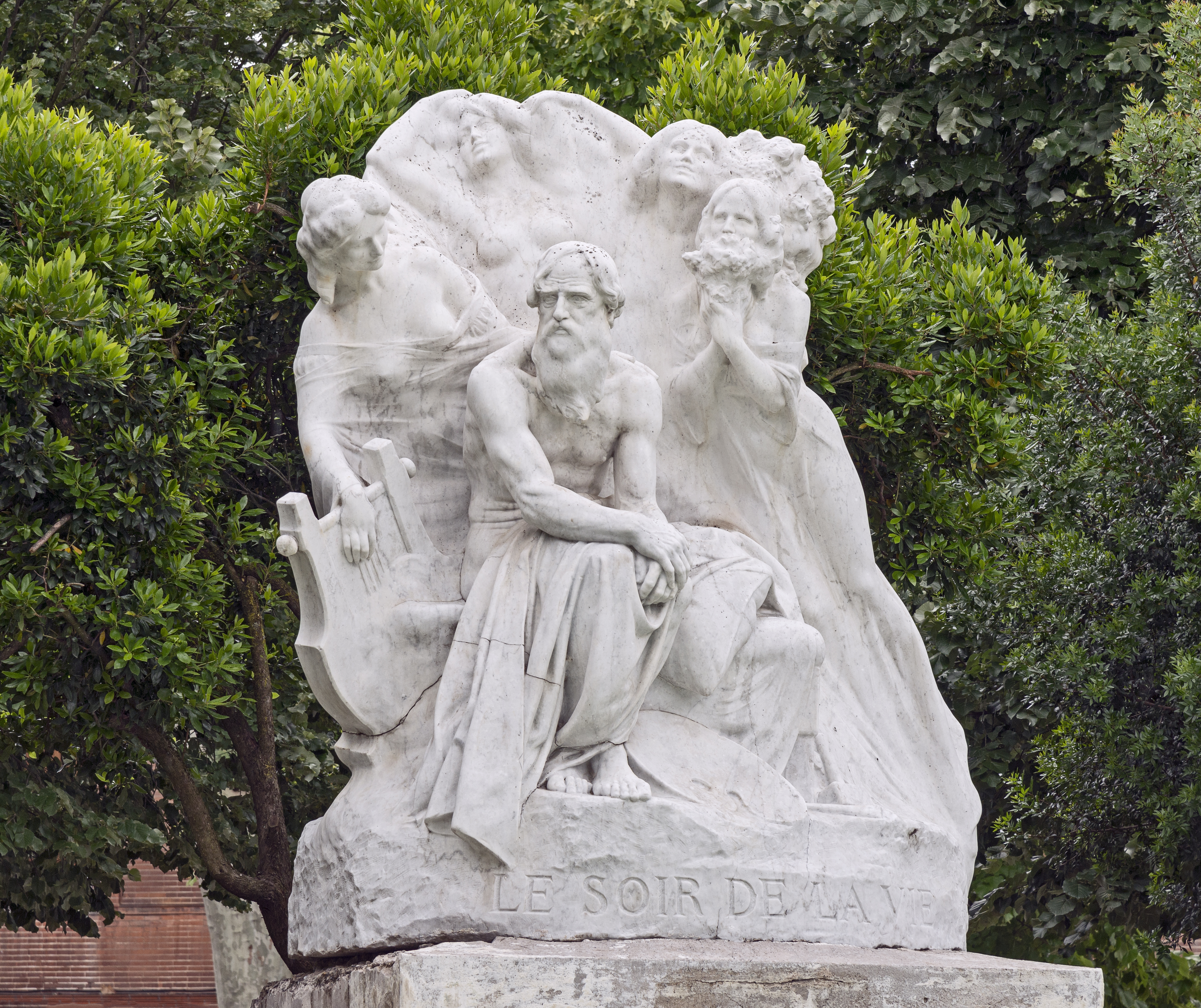
Le Soir de la vie, haut-relief en marbre, détail de la fontaine (1907), Toulouse.
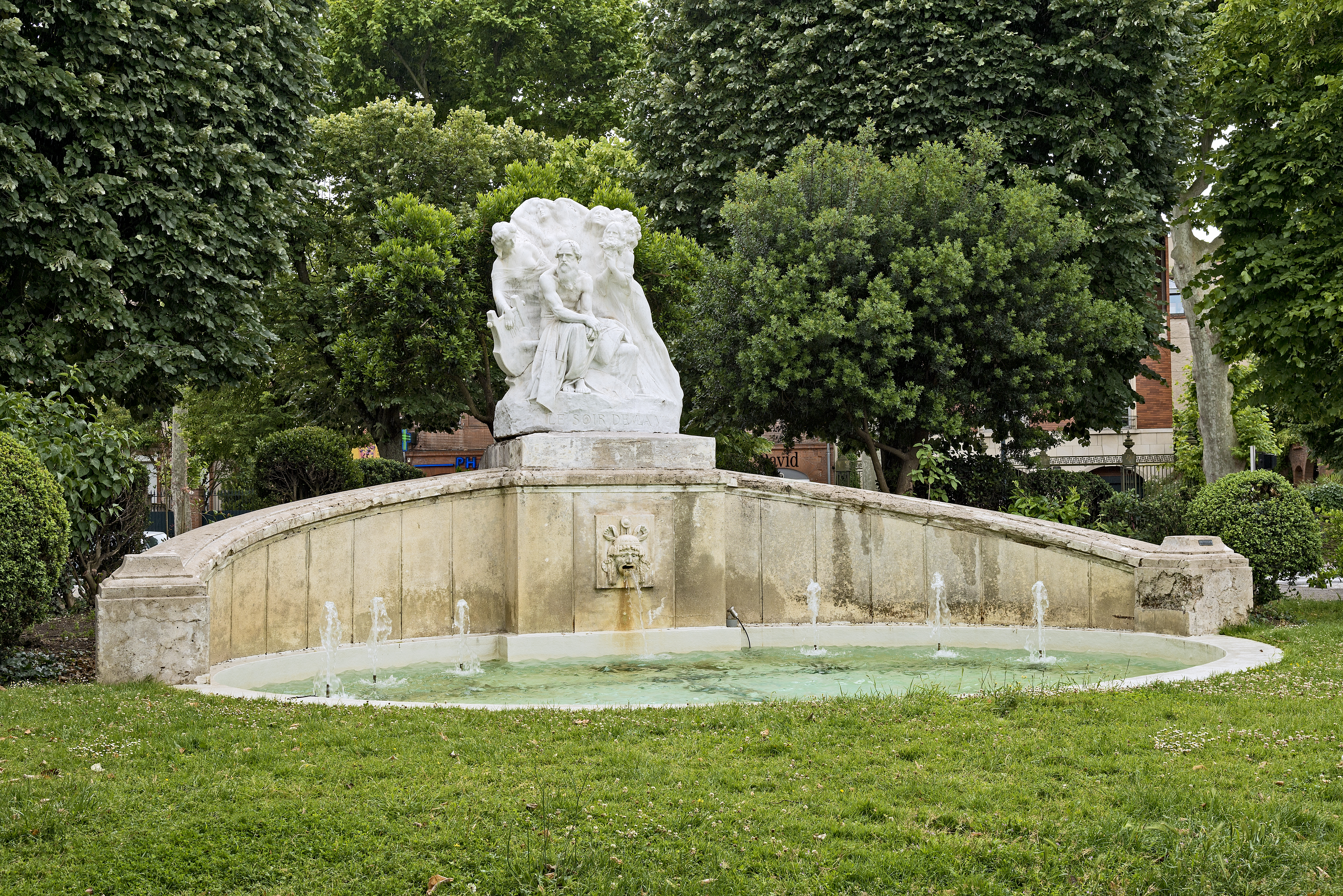
Fontaine Le Soir de la vie (1910)[10], Toulouse.